# Ståle Liavik Solberg

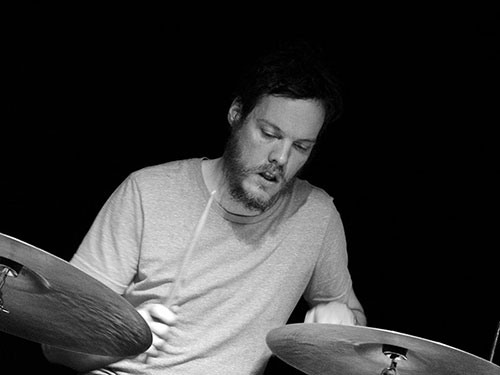
Ståle Liavik Solberg (2015)

Ståle Liavik Solberg (* 1979) ist ein norwegischer Jazz- und Improvisationsmusiker (Perkussion, Schlagzeug) und Musikveranstalter.

## Leben und Wirken
Solberg erwarb einen Masterabschluss in Improvisation an der norwegischen Musikakademie und arbeitet seitdem in der norwegischen und europäischen Improvisationsszene, u. a. mit Øystein Eldøy, Frode Gjerstad, Fred Lonberg-Holm, Eivind Lønning, Stine Janvin Motland, David Stackenäs, Joe Williamson und Per Zanussi in den Formationen Hot Four, Motsol, S/S Motsol und VCDC. Ferner spielte er im Duo mit John Russell und im Trio mit Steve Beresford und Martin Küchen, 2014 in Trio mit Alan Silva und Mette Rasmussen. Mit Vidar Johansen und Tine Asmundsen bildete er das Trio Radius, das 2014 mit Fred Lonberg-Holm das Album Just Outside the Door vorlegte. Mit Paal Nilssen-Love organisiert er das Blow Out! Festival in Oslo. Zu hören ist er u. a. auch auf John Butchers Fluid Fixations (2024). Solberg lebt in Oslo.

## Diskografie

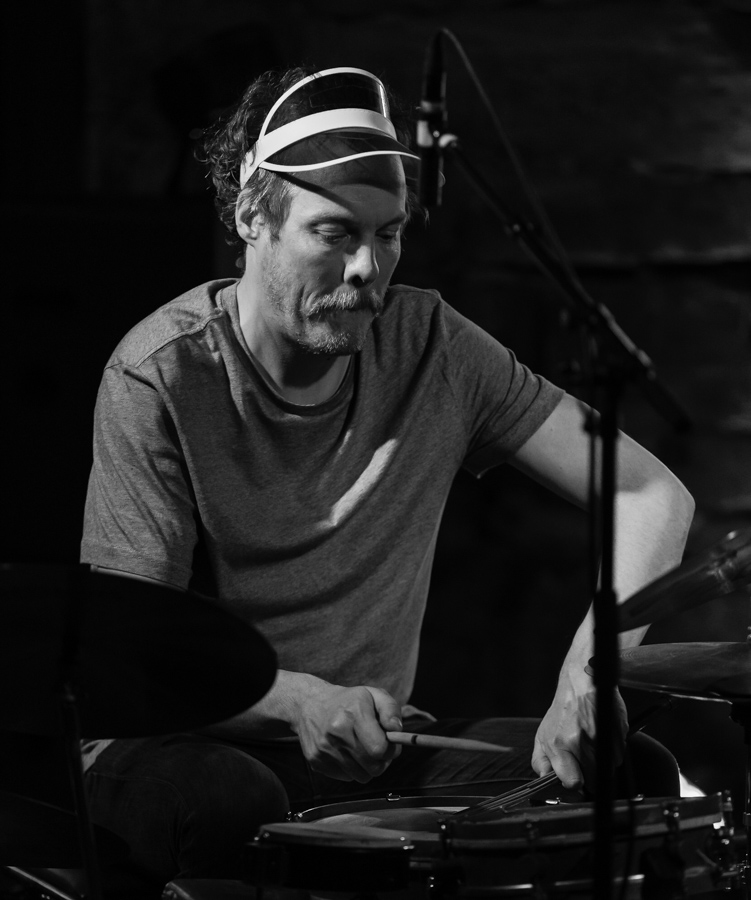
Ståle Liavik Solberg auf dem Kongsberg Jazzfestival 2019

- Motsol: Strap On (FMR Records, 2007)
- Motland/Lonberg-Holm/Solberg/Gjerstad: VC/DC (Hispid, 2011)
- S/S Motsol: Parallel Pleasures (Creative Sources, 2011)
- VCDC: Insult (FMR Records, 2013)
- Steve Beresford, Martin Küchen, Ståle Liavik Solberg: Three Babies (Peira, 2013)
- John Russell / Ståle Liavik Solberg: No Step (Hispid, 2014)
- John Butcher / Ståle Liavik Solberg: So Beautiful, It Starts to Rain (Clean Feed, 2016)
- Joe McPhee/Pascal Niggenkemper/Ståle Liavik Solberg: Imaginary Numbers (Clean Feed, 2017)
- Lotte Anker · Pat Thomas · Ingebrigt Håker Flaten · Ståle Liavik Solberg: His Flight's at Ten (Iluso, 2018)
- Fred Lonberg-Holm / Luis Lopes / Stale Solberg: Hullabaloo (2020)
- We Met – and Then (2021), mit  John Butcher, Barre Philipps

- Fictional Souvenirs: Volatile Object (Trost, 2024)